# Берніс Лепп
Берніс Лепп (англ. Bernice Lapp, 11 вересня 1917 — 8 вересня 2010) — американська плавчиня.
Призерка Олімпійських Ігор 1936 року.